# 36035 Petrvok
36035 Petrvok este un asteroid din centura principală, descoperit pe 6 august 1999, de Jana Tichá și Miloš Tichý.